# آرامگاه پیر صبا
مقبره پیر صبا مربوط به دوره قاجار است و در شهرستان کرمان، بخش شهداد، دهستان تکاب، محور نهبندان، نرسیده به روستای ده سیف، ۲ کیلومتری بعد از دوراهی کمپ، سمت راست جاده واقع شده و این اثر در تاریخ ۱۸ اسفند ۱۳۸۷ با شمارهٔ ثبت ۲۵۳۰۰ به‌عنوان یکی از آثار ملی ایران به ثبت رسیده است.